# Miomantis andreinii
Miomantis andreinii är en bönsyrseart som beskrevs av Giglio-tos 1917. Miomantis andreinii ingår i släktet Miomantis och familjen Mantidae. Inga underarter finns listade i Catalogue of Life.